# Taissia Shanti
Taissia Shanti (en ruso: Таисия Шанти; nacida el 9 de noviembre de 1992, en Rusia) es una ex actriz pornográfica y modelo erótica rusa. Activa desde 2013 hasta 2022, apareció en más de 400 escenas, principalmente para estudios europeos. Hacia el final de su carrera, pasó a dedicarse a la enseñanza del yoga y al coaching de relaciones.

## Primeros años y antecedentes
Shanti nació el 9 de noviembre de 1992 en Rusia y creció en una localidad cercana al mar Negro. A los 20 años, durante una visita a una playa nudista, descubrió que se sentía cómoda con la desnudez en público, lo que la inspiró a iniciar una carrera en el modelaje erótico. Comenzó a compartir fotografías desnuda hechas por ella misma en redes sociales, lo que le abrió oportunidades profesionales en la industria.

## Carrera
Shanti comenzó su carrera en la industria del cine para adultos en 2013. A lo largo de sus años de actividad, apareció en más de 400 escenas, trabajando para varios estudios y distribuidores europeos destacados, incluidos Nubiles, 21Sextury, DDF Network y MetArt Network.
Shanti apareció en una gran variedad de géneros, desde escenas en solitario y glamurosas hasta producciones explícitas muy intensas. Colaboró con intérpretes reconocidos como Foxy Di, Dorothy Black, Henessy, Rocco Siffredi, Erik Everhard y Choky Ice, y ha sido acreditada con varios seudónimos, entre ellos Eva Shanti, Taissia A y Magda.
Además de su trabajo con estudios, Shanti mantuvo una presencia en línea independiente. De 2016 a 2021, produjo y protagonizó su propio contenido web bajo el sello Taissia Shanti (también conocida como Miss Santi), que ofrecía una mezcla de actuaciones personales, artísticas y eróticas.
Hacia 2018, interrumpió su trabajo en el cine para adultos, alegando un deseo de crecimiento personal. Durante ese período, se convirtió en profesora certificada de hatha yoga y coach en el campo de la sexualidad y las relaciones. Retomó la producción de contenido en 2020. Su material más reciente combina frecuentemente elementos de yoga, sensualidad y autoexpresión. Figura como activa hasta 2022.
Su perfil verificado en Pornhub acumuló más de 50 millones de visualizaciones de vídeos y más de 37.700 suscriptores, reflejando su popularidad entre el público.

## Filmografía seleccionada[2][7]
- SexArt (serie, 2014–2020)
- Hot Cooking (2016)
- Rocco’s Perfect Slaves 10 (2016)
- Mugur Porn (serie, 2016–2017)
- Taissia Shanti (serie autoproducida, 2016–2021; también conocida como Miss Santi)
- Fucking For My Rent 2 (2017)
- Real Agent (serie, 2017–2018)